# 纤细拉拉藤
纤细拉拉藤（学名：Galium tenuissimum）为茜草科拉拉藤属下的一个种。

## 扩展阅读
- 維基物種上的相關：纤细拉拉藤